# ستيوارت باركر (لاعب كرة قدم بريطاني)
ستيوارت باركر (بالإنجليزية: Stuart Parker)‏ هو لاعب كرة قدم بريطاني في مركز حراسة المرمى، ولد في 13 أبريل 1963 في Nantwich ‏ في المملكة المتحدة. لعب مع نادي ريكسهام.